# El Cuajilote
El Cuajilote o Filobobos es un sitio arqueológico de la cultura totonaca  ubicado en el municipio de Atzalan en el estado de Veracruz, México.
Al igual que muchos otros sitios mesoamericanos, el nombre original se desconoce y arbitrariamente se les asigna los nombres de algún lugar aledaño, en este caso, el nombre El Cuajilote se deriva de un árbol de la región totonaca conocido como Chote y que actualmente escasea en el área. 
El nombre de cuajilote también lo recibe un árbol, el cuajilote, huachilote o cacao de mono (Parmentiera aculeata) propio de la selva baja caducifolia que cubre amplias extensiones en el sur y centro de México.
Este sitio es parte de la zona de Filobobos, donde se presentan vestigios de por lo menos seis sitios arqueológicos. Entre los que se han explorado están Vega de la Peña y Cuajilote.
De acuerdo con INAH, el sitio se denomina Filobobos derivado del entorno local, por los perfiles de cañadas, “filos” originados por un fenómeno geológico en la era Cenozoica, y “bobos”, nombre de una variedad de pez casi extinta.
Las cañadas y saltos de agua han permitido una preservación natural de la zona arqueológica de Filobobos.
La zona es muy fértil y en el pasado, igual que el día de hoy, fue una ruta de comunicación importante entre comunidades del altiplano Central y el golfo de México, por la que viajaron diversos grupos étnicos, en un proceso de intercambio comercial y cultural. 

## Historia del Sitio
Este sitio está enclavado dentro del área urbana de Tlapacoyan, Fray Alonso de Molina,  establece que Tlapacoyan es una palabra náhuatl que significa ‘lugar donde se lava’, es decir ‘lavadero’. Cecilio Robelo por su parte establece que es una voz impersonal del verbo tlapa, ‘lavar’ y yan, expresa el lugar donde se ejecuta la acción del verbo, resultando ‘lugar donde se lava o lavadero’. Peñafiel interpreta el jeroglífico Tlapacoyan, del Códice Mendocino (Matrícula de Tributos ) y añade que el signo teltl, que quiere decir ‘piedra’, debajo de atl ‘agua’ y encima una figura fantástica que pudiera ser un lienzo de color blanco y negro con una mano sobre él, indicantes de una palabra verbal derivada de tlapaca ‘lavar’, con la terminación de lugar yan.
El pueblo de Tlapacoyan es de origen totonaca, aquí existió una gran ciudad, hoy conocida como Vega de la Peña. En el siglo XVI hubo en este lugar, el viejo pueblo de Yohualtlacualoyan, antigua cabecera del altépetl tributario de Tenochtitlan, incluyendo los altepes de: Xilochitlán, Xochicuauhtlan, Tuchtlán, Coapan, Aztapan y Acazacatlán.
Registros históricos establecen que esta zona era un centro receptor de productos tributarios para el imperio de esta zona, que recopilaba varios productos, entre ellos plumas de aves.
El Cuajilote surgió hacia el año 200 y tuvo una ocupación constante hasta el año 800. Se localiza una plaza central rodeada por importantes edificios y plazas más pequeñas. Algunos edificios podrían haber sido adoratorios, los vestigios indican aspectos del culto a la fertilidad y a la tierra.
Los grupos que poblaron esta zona arqueológica tuvieron el beneficio de abundantes recursos naturales, suficiente agua por el río, lo que permitió el desarrollo de varios centros aledaños en torno a las cañadas. Existen juegos de pelota en diferentes sitios y su alineación es opuesta.

## El sitio
Este sitio tuvo un importante diseño urbano, el cual es evidente por el arreglo, esta planificación urbana permitió adaptar las construcciones a la topografía natural del sitio; se desarrolló asimismo una infraestructura hidráulica para el manejo del agua, hay pozos, canales y temazcales.
La Gran Plaza Totonaca, está resguardada por acantilados, cañones y barrancas cruzada por el Río Filobobos, se sitúa en una zona sumamente lluviosa con una antigüedad que se calcula en un poco más de 2000 años. 
El sitio tiene una extensión de alrededor de 31 500 metros cuadrados. Se estima que existen 10.5 hectáreas de vestigios sin explorar.
Figurillas fálicas (tipo San José Acateno), representando a un personaje (dual), implica culto a la fertilidad y renacimiento, manifiesta un ciclo de renovación constante de la vida, culminando con el triunfo del sol sobre las tinieblas del inframundo.
En esta zona existen varios sitios arqueológicos aun no explorados, entre los que se encuentran Piedra Blanca, en la margen izquierda del río Nautla; Vega de la Peña, una ciudad antigua, a 3 kilómetros río abajo; La Colorada y, sobre la carretera a Martínez de la Torre, El Relicario. Este sitio fue abierto al público en 1994.

## Estructuras
Se estima que existen más de 500 estructuras, con alturas de entre 6 y 80 metros de altura.
La plaza principal tiene 10 importantes edificios laterales y el templo mayor, y otras pequeñas plazas. El sitio tiene tres ejes (sur-norte), con montículos que rodean plazas (aproximadamente 400 por 80 metros) con altares centrales. La plaza principal tiene al lado norte una cancha de juego de pelota.
En su gran plaza se ubica una escultura fálica como signo de la fertilidad.

### Juego de pelota
Los edificios de juego de pelota rodean la plaza central, en el lado norte tienen muros con restos del estuco que alguna vez lo decoró. Se encontró una escultura felina con una espiga que le permitía empotrarse y una ofrenda de vasijas, que posiblemente representa a Tezcatlipoca.
El juego de pelota, asentado a orillas del río, tiene una orientación noroeste-sudeste, adecuada a la topografía y el perfil río Bobos, con declive hacia el oeste. Existen cinco concentraciones de edificios, por razones de INAH se han denominado conjuntos. 
La cancha de juego de pelota tiene influencia de estilo de El Tajín.

### Altar a Tlaltecuhtli
Este altar se considera un adoratorio a Tlaltecuhtli (‘comedor de inmundicias’), representado por un enorme sapo esculpido en una pieza, y que presenta en los costados un posible chalchihuitlxóchitl o ‘flor divina’, así como la faz mutilada.

### Temascal
Frente al altar anterior, se encontró un temascal circular grande, utilizado para baños ceremoniales y de purificación comunal.

### Geoglifos
Un kilómetro al norte, se descubrió lo que piensa pueden ser marcadores astronómicos conocidos como "teos" o geoglifos, sobresalen un metro del nivel del terreno, se componen de piedra volcánica (toba), con relieves de figuras y espirales, indican la distribución del sitio.

### Templo de los Manantiales
Se ubica en la parte alta y tiene restos de un cuarto doble. En una esquina hay un manantial, posiblemente usado para ritos ceremoniales.

## Vega de la Peña
Otro sitio de esta región es Vega de la Peña, 4 km al norte de El Cuajilote. Tuvo ocupación humana entre los años 900 y 1500. Tiene un Templo denominado Las Grecas, en su fachada tiene una franja que alude a la xicalcoliuhqui o ‘serpiente de fuego’. También tiene un juego de pelota a orillas del río.